# ライフリング

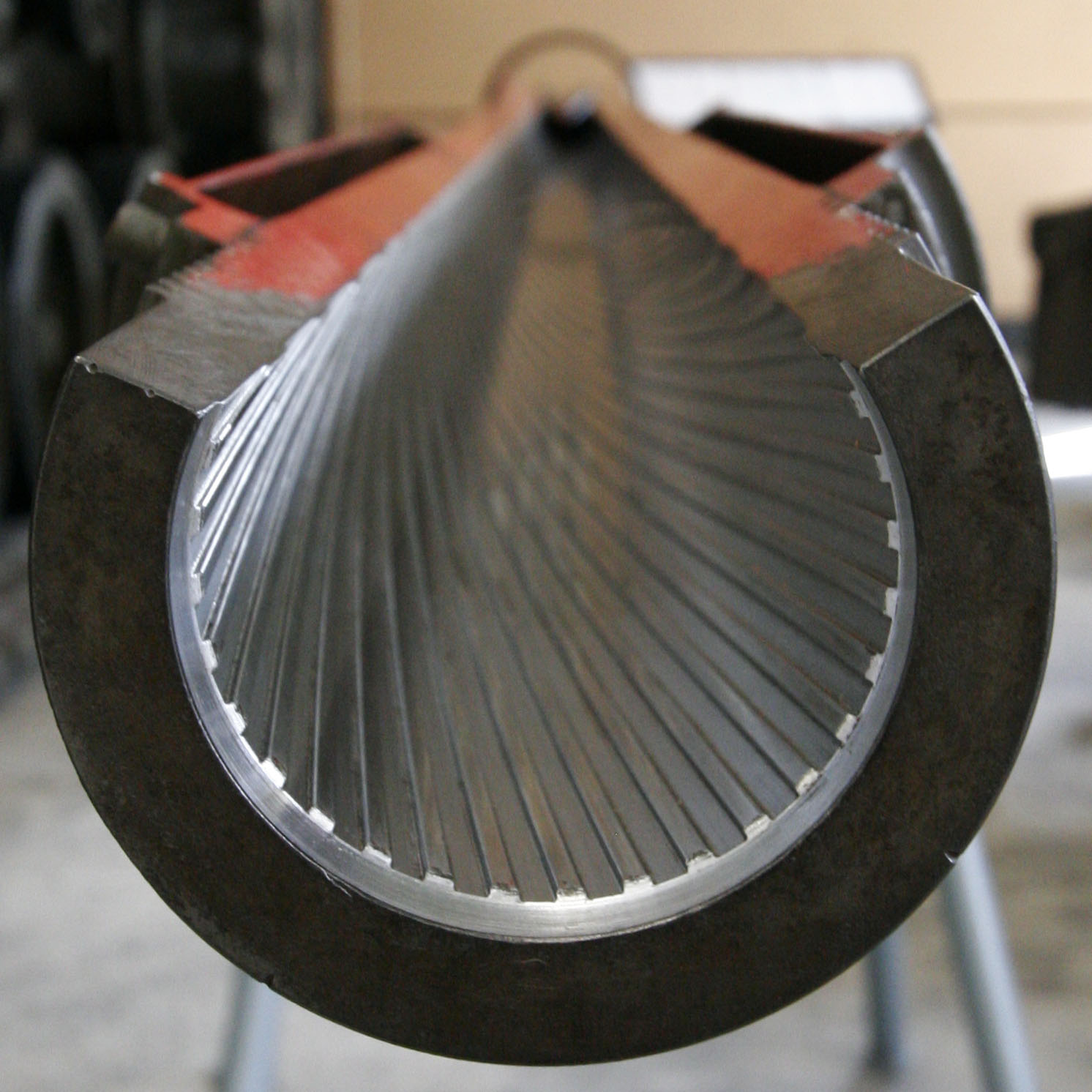
ロイヤル・オードナンス L7 105mm戦車砲のカットモデル。ライフリングが観察できる

ライフリング (rifling) は、銃砲の銃砲身内に施された螺旋状の溝を意味し、日本語では施条（しじょう）、あるいは腔綫（腔線）（こうせん、綫は線の異体字。常用漢字でないため、「線」と書くこともある）、もしくは腔旋と呼ぶ。この螺旋状の浅い溝により、銃身内で加速される弾丸に旋回運動を与え、ジャイロ効果によって弾軸の安定を図り、直進性を高める目的で用いられる。
ライフリングのない滑腔銃砲身から椎の実弾を発射すると、旋転されない弾丸は空気抵抗を受けて横弾となったり、でんぐり返りながら飛ぶので命中精度はまったく期待できない（こうしたタイプの銃に、FP-45などの超至近距離用の簡易拳銃が存在する）。なお、同じく滑腔銃身の散弾銃用スラッグ弾は、さまざまな方法（設けた翼により、空気抵抗を受けて回転するなど）でジャイロ効果を発揮させている。

## 概要
ライフリングの転度（周期）をライフリング・ツイストまたはライフリング・ピッチと呼び、銃身の能力を表す。「1/12」や「1-12」などと表記され、この場合は弾頭が銃身腔内を12インチ移動して1回転することを示す。基本的には、安定した弾道を確保するために、より重い弾頭の使用を想定したライフリングの方が転度が大きい（周期が短い）。ただし、同じ弾頭の場合には転度が大きい方が若干初速が劣る。
起線部から銃口までの腔線の傾角が一定であることを等斉転度（uniform twist ないし constant twist）、傾角が増加することを漸増転度（gain twist ないし progressive twist）と称する。薬室で静止状態にある被甲弾丸を急激に加速させると、弾丸本体と被甲の間に大きなストレスがかかり、最悪の場合には両者が剥離して弾道が不安定になる。また銃身内腔の薬室直前部分も、発射の度に高い腔圧を受けるため消耗しやすい。漸増転度のライフリングは主にこうした問題を防ぐためのもので、弾丸をまず緩やかな転度でスタートさせ、銃口から発射するまでに転度を徐々に上げることができる。
銃身の内径は銃弾の外径よりも狭いため、発射された銃弾にはライフリングによって跡が刻み込まれる。これがライフルマークで、日本語では施条痕、線条痕と呼ぶ（なお、「旋」の字を使った表記は誤り）。複数の銃身に同じ工作機械でライフリングを刻む場合、これを切削で行うと削る工具の刃が少しずつ摩耗するので、ライフリングの形状は銃1挺ごとに微妙に異なってくる。そのため指紋と同様に銃弾から発射した銃器の種類だけでなく個々の銃まで特定することができ、犯罪捜査に利用できる。
ただ、現代では銃身を芯金（マンドレル）に打ち付けてライフリングを刻む工法になっているため、工場出荷時点でライフリングの形状が同一の銃身が理論上、確率的に考えて少なくとも数十本は存在することになるが、この場合でも銃ごとに発砲のたびにライフリングが僅かずつ摩耗し、独自性を持つことから、個体判別は可能とされている。
riflingとは、古フランス語のriflerからきており、riflerとは「かすめる、削る」というような意味である。

## 歴史

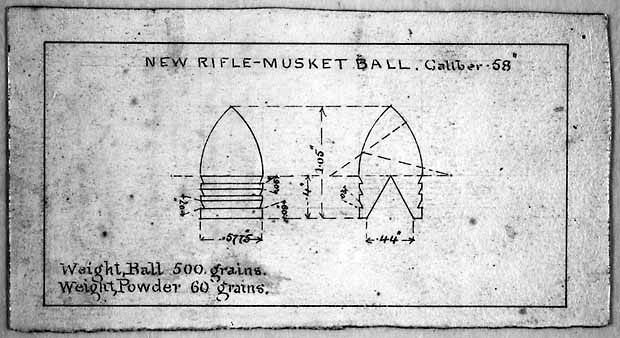
ミニエー弾の構造

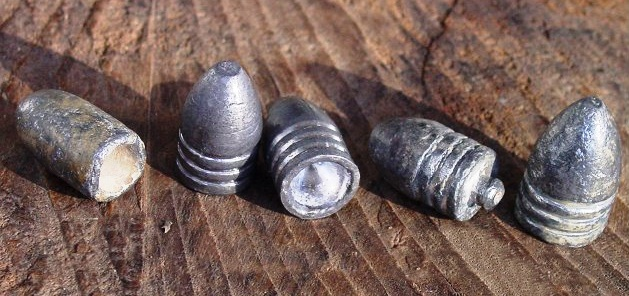
ミニエー弾各種

ライフリングの発明は、1498年にウィーンのガスパール・ゾラー(英:Gaspard Zoller)によって発明された。ライフリングの溝は、銃身内の汚れを減少させる目的で、最初は銃身に真っ直ぐ彫られた。しかし、弾丸が銃身内で真っ直ぐに向けられているため、銃の射撃精度が向上する傾向にあった。ライプツィヒの市民は、この時期のターゲット練習にてこの真っ直ぐなライフリングが施された銃を使用した。
その後、1520年にニュルンベルクのアウグストゥス・コッター（Augustus Kotter)が螺旋状の溝を、導入したと言われている。しかし、施条を刻み込む工程のための製作費の高さや、弾丸が施条に食い込んで回転するという仕組み上、やや大きめの弾丸を押し込まねばならず、この弾込めの手間による発射速度の遅さなど多くの問題からすぐには普及することはなかった。
結局、ライフルは最初は娯楽に使用され、17世紀なかばまで戦争に使用されることはなかった。
状況が変化したのは、1836年にロンドンのガンスミスであったウィリアム・グリーナーが考案したアイディアを、1849年にフランス陸軍大尉のクロード・エティエンヌ・ミニエーが採用したある形状の弾丸であった。この弾丸は当時一般的であった球形ではなく、先端の尖った円錐形のプリチェット弾であり、球形の弾丸と同じように銃口から込められ、内径より小さめで押し込めやすく作られていた。底部には穴があり、ここに木栓（コルク）が詰められている。発射時には火薬の爆発で生じた圧力により木栓が前進、木栓により押し広げられた弾丸の裾が広がり、それによって弾丸が施条に押し付けられ回転するのである。これをミニエー弾と呼ぶ。後には底部に鉄のキャップを押しつけて裾を広げ、木栓が必要ないエンフィールド弾に発展する。
フランスではミニエー銃は直ちに試験され、いくつかの実戦を経た後、1857年にはフランス陸軍の制式装備となった。
他国もこれに追従し、イギリス陸軍は1851年にミニエー弾丸の特許を購入、プロイセン陸軍は1840年代から独自規格のライフル銃を製作していたが、1854年-1856年にかけてミニエー銃を導入、アメリカ陸軍は1855年にライフル銃に切り替えた。

## ねじれ率
エマニュエル・カレッジ、ケンブリッジの数学者ジョージ・グリーンヒルが開発したライフリングのねじれ率を計算するための公式は以下の通り。
{\displaystyle Twist={\frac {CD^{2}}{L}}\times {\sqrt {\frac {SG}{10.9}}}}
- C=150（砲口速度が2,800フィート/秒（=853.44メートル/秒）より高速であれば180を用いる）
- D=弾丸の直径（インチ）
- L=弾丸の長さ（インチ）
- SG=弾丸の比重（鉛芯の弾丸であれば10.9を代入し、方程式の後半を約分する）

## 方式

普通のライフリング（左）とポリゴナルライフリング（右）

角張った溝を切る通常のライフリングのほか、次のような方式もある。
ポリゴナルライフリング
銃身内部の形状をねじれた多角柱にする方式。一般的な溝形状のライフリングに対して、弾頭と銃身（ライフリング）が線ではなく面で接触する。冷間鍛造による大量生産に向く、装薬の燃焼ガスが逃げにくいため初速が上がる、摩耗しにくく銃身の命数が上がる、応力が集中する鋭角部が無いため異常な腔圧を受けても破損しにくい、清掃が簡単などのメリットがある。反面、弾頭と銃身との接触面が増え、接圧が下がるため、弾頭に旋回運動を与える力に限度がある。そのため大口径の火砲には用いられていない。
メトフォード・ライフリング
ポリゴナルライフリングの一種。リー・メトフォード小銃で採用されたことからこの名で呼ばれる。溝を切る代わりに波状の曲線を用いる方式。通常のライフリングに比して弾道精度に優れるが、磨耗が激しいという欠点から開発国であるイギリスを含め普及しなかった。大日本帝国陸軍は二十二年式村田連発銃以後の主力小銃に採用した。

## 施条砲と滑腔砲
施条砲に対してライフリングの施されていない銃砲を滑腔銃（砲）と呼び、火縄銃・散弾銃・迫撃砲（ただし、全てが滑腔砲ではない）などがその例である。つまり、現代では拳銃やほとんどの重火器はすべてライフリングの施された「ライフル」ガンであり、その中で小銃のみを「ライフル」と呼ぶのは本来奇妙なことと言える。これは、ライフリングが普及した19世紀後半に、施条銃をライフルと呼んでそれ以前の、滑腔銃であるマスケット銃から区別したことに由来する。
前装式の大砲は、ミニエー弾の様なプリチェット式の砲弾をそのまま使う訳にも行かず、ライフリング開発後も長らく球形弾を飛ばす滑腔砲であった。
19世紀に長弾の弾頭にリベットを付け、施条と噛み合わせて旋転するライット・システムが開発されたが、リベットの頭とポリゴナルライフリングの溝のあいだに大きな隙間があったため、現代の施条砲に比較すればガスが漏れやすく、発射の際のエネルギーロスは大きかった。砲口からの砲弾装填の面倒さもあって滑腔砲を駆逐するには至らなかった。
しかし19世紀末頃、アームストロング砲などの後装砲が実用化され、20世紀になると砲の大半は施条砲となった。
旋回する円筒円錐砲弾は飛翔中に空気抵抗を受ける作用により、放物線弾道を進む場合にも、砲弾の姿勢は進行方向へ向くように変化し、空気抵抗が増加せず、長距離射撃でも安定した弾道で正確な砲撃が可能となり、着弾時の砲弾も正対姿勢となる。
ただし冷戦期にこの流れが変わり、尾翼により弾体姿勢を安定化させる技術が生まれ、戦車砲から使われ始めた。
それまでは戦車の主砲（戦車砲）にも施条砲が用いられていたが、ライフリング回転の不要な（むしろライフリングが威力を落とすことになる）HEAT弾やAPFSDS弾が主流となった1970年代以降に開発された戦車においては主砲に滑腔砲が採用されるようになった。例外的に、2016年現在においてイギリス軍最新の主力戦車・チャレンジャー2は120mm ライフル砲を装備している。同砲専用砲弾の生産停止や他国との互換性の問題から滑腔砲への換装が検討されていたが予算不足により中止された。
APFSDSを施条砲で発射するため、回転を軽減するスリッピング・バンドが利用される。

## 火薬
弾丸が銃身の中を進む速度よりも火薬のガスが膨張する速度のほうが速く、弾丸がライフリングに食い込むようになると火薬の力が無駄なく伝わる反面、銃身内部の圧力が高くなりすぎるようになった。従来の黒色火薬では燃焼速度が高すぎることが問題になったので、燃焼速度の遅い褐色火薬が発明された。
後にコルダイトなどの無煙火薬が使用されるようになっても火薬の燃焼速度は重要な問題であり、燃焼速度を調節するために火薬は粒子状や棒状などに加工されている。